# نيل ستيفنز
نيل ستيفنز (بالإنجليزية: Neil Stephens)‏ ولد بتاريخ 1 أكتوبر 1963 في كانبرا، هو دراج أسترالي سابق في صنف سباق الدراجات على الطريق. سبق أن شارك في دورة الألعاب الأولمبية الصيفية.

## سجل النتائج

### سباقات أو مراحل فاز بها
- طواف فرنسا

## روابط خارجية
- نيل ستيفنز على موقع أرشيف الدراجات (الإنجليزية)
- نيل ستيفنز على موقع إحصائيات الدراجات الإحترافية (الإنجليزية)
- نيل ستيفنز على موقع CycleBase (الإنجليزية)
- نيل ستيفنز على موقع أوليمبيديا (الإنجليزية)
- نيل ستيفنز على موقع اللجنة الأولمبية الأسترالية (الإنجليزية)
- نيل ستيفنز على موقع اتحاد ألعاب الكومنولث (مؤرشف) (الإنجليزية)